# Breviceps gibbosus
Breviceps gibbosus é uma espécie de anfíbio da família Microhylidae.
É endémica da África do Sul.
Os seus habitats naturais são: matagais mediterrânicos, pastagens, jardins rurais e áreas urbanas.
Está ameaçada por perda de habitat.